# Henri Stoffel

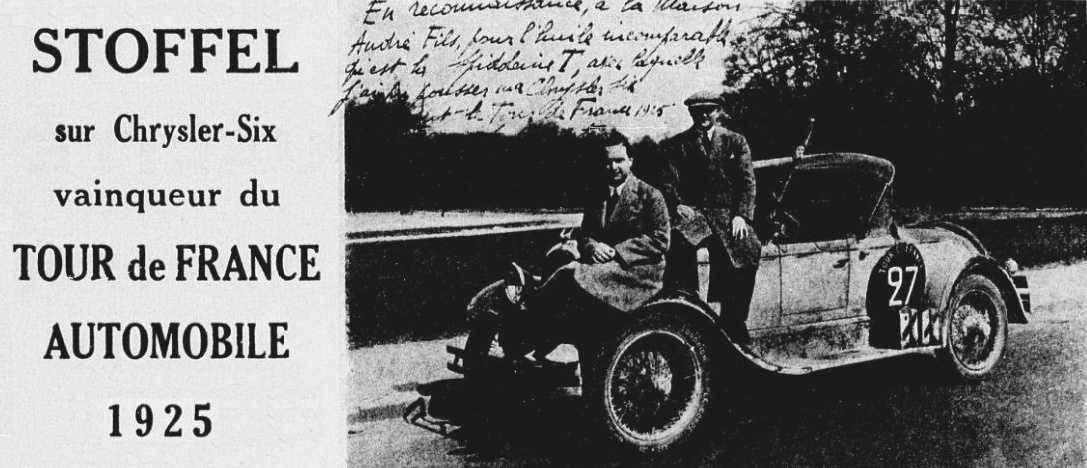
Henri Stoffel, vainqueur du Tour de France automobile 1925 sur Chrysler-Six.

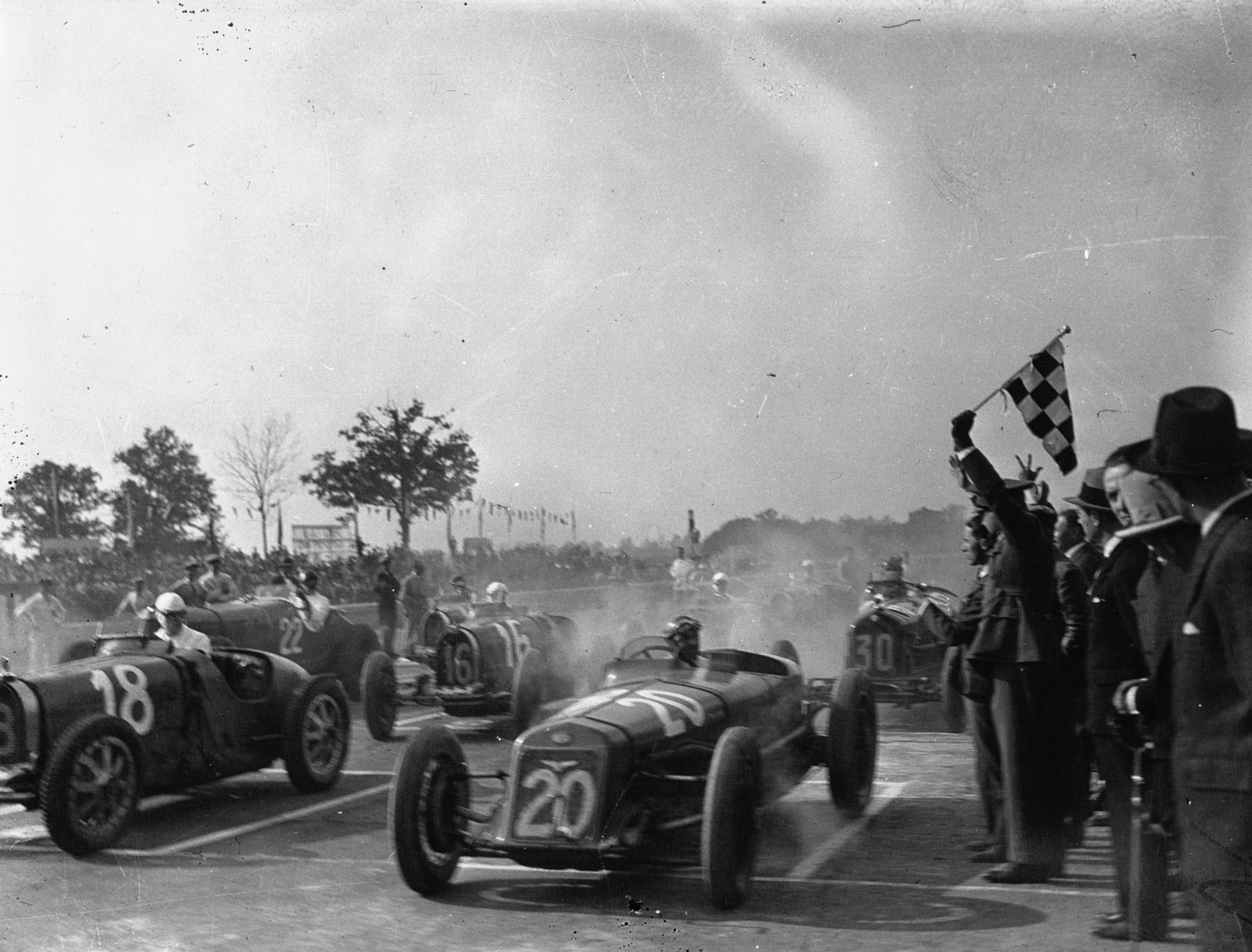
H. Stoffel au GP d'Italie 1931 (voiture n°22 à gauche, 5e à l'arrivée).

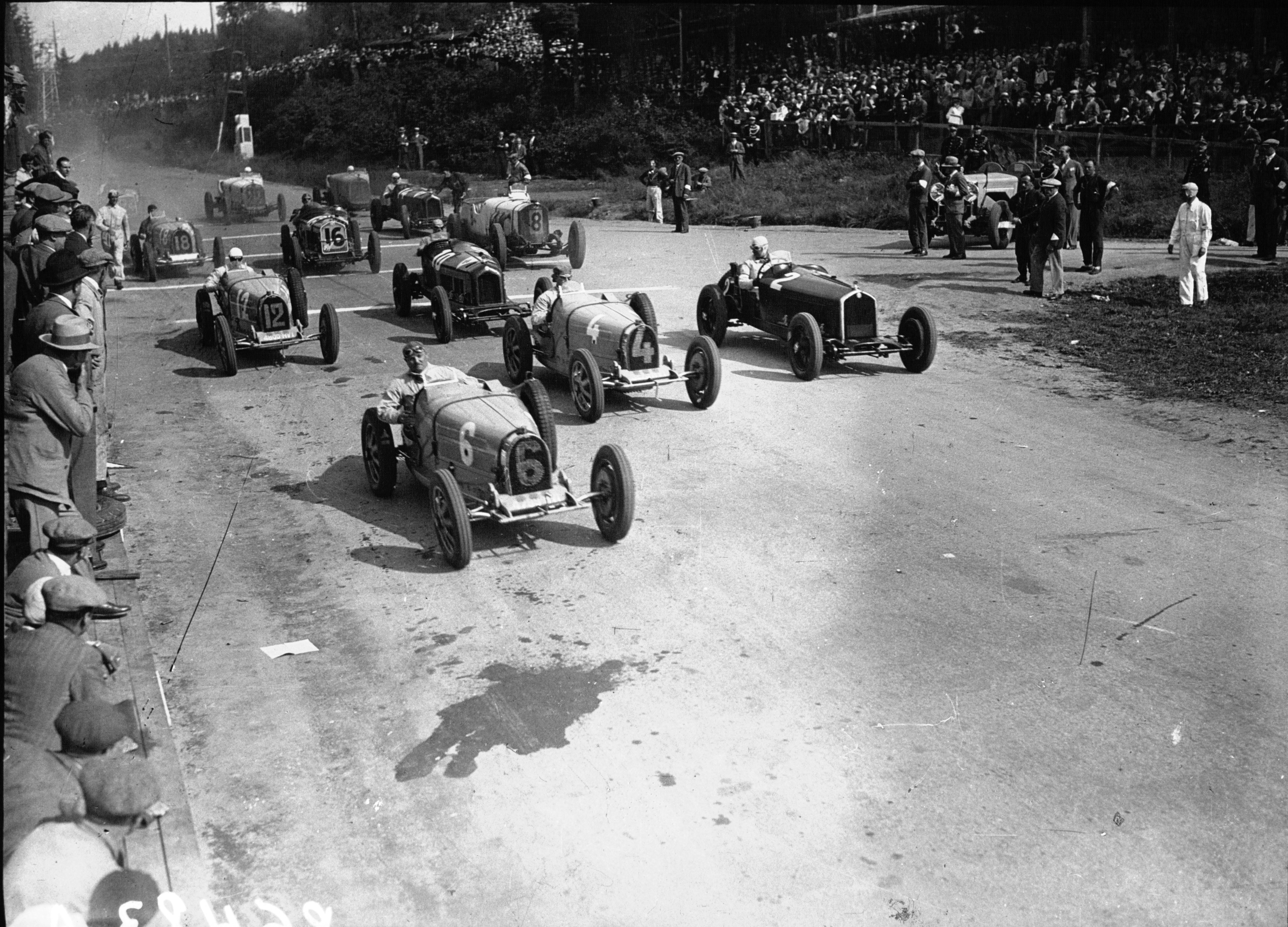
H. Stoffel au GP de Belgique 1931 (voiture n°8 en haut, également 5e à l'arrivée).

Henri Stoffel, né le 2 juin 1883 à Pont-d'Ain et décédé le 16 octobre 1972 à Royan, est un pilote automobile de course français, en Grand Prix et en endurance.

## Biographie
Il commença par des compétitions comme cycliste amateur puis professionnel, devenant ensuite l'entraîneur de l'équipe Alcyon, avant de prendre part à des courses de motocyclettes  pour cette marque lors de courses avant le premier conflit mondial, en 1913 et 1914. 
Il débuta la compétition automobile en 1921 (au Grand Prix de l'U.M.F. -ou Union Motocycliste Française-), important alors un temps des voitures américaines en région parisienne (notamment Chrysler), et il cessa de concourir en 1937 après huit participations aux 24 Heures du Mans, où il obtint cinq podiums avant guerre.
Il fit également six apparitions aux 24 Heures de Spa, entre 1928 et 1933.
Il se classa 7e du premier championnat d'Europe des pilotes en 1931, associé au russe exilé Boris Ivanowski.
Sa principale victoire eut lieu en 1925, au Tour de France automobile sur Chrysler-Six.
Sa trajectoire se perd après le second conflit mondial.

## Palmarès
24 Heures du Mans:

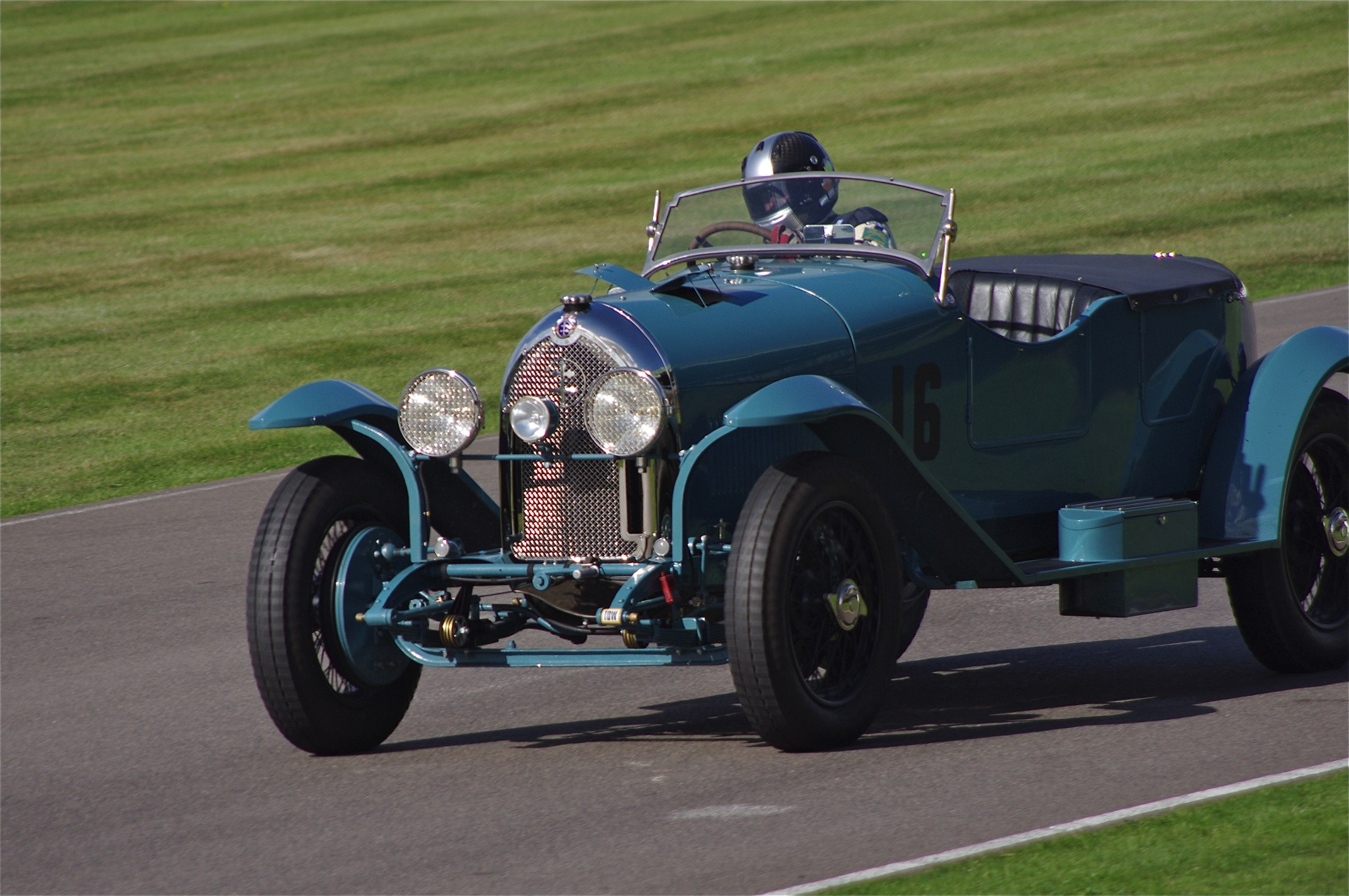
Une Lorraine-Dietrich B3-6 3, de 1924-25.

- 2e en 1924 (sur Lorraine-Dietrich B3-6 3,5 L I6, avec Édouard Brisson, avec victoire de classe), 1931 (sur Mercedes-Benz SSK 7.1L. compresseur L6, avec Ivanowski) et 1935 (sur Alfa Romeo 8C 2300 compresseur I8, avec Pierre Louis-Dreyfus dit Heldé);
- 3e en 1928 (sur Chrysler 72 Six 4.1L I6, avec André Rossignol) et 1937 (Delahaye 135CS 3.6L I6, avec René Dreyfus);
- 6e en 1929 (sur Chrysler 75 4.1L I6, avec Robert Benoist);

Grand Prix:

- 3e du Grand Prix automobile de Saint-Sébastien en 1930, sur Peugeot 174 S;
- 5e du Grand Prix de l'U.M.F. en 1921, sur Morgan JAP;
- 5e du Grand Prix d'Italie en 1931, sur Mercedes-Benz SSK avec Ivanowski;
- 5e du Grand Prix de Belgique en 1931, sur Mercedes-Benz SSK avec Ivanowski;
- 6e du Grand Prix de l'A.C.F. en 1928, sur Chrysler 72 Six 4.1L I6 (et 3e de catégorie >3L.);

Autre podiums en endurance:

- 2e des 6 Heures de Dijon, en 1928 sur Chrysler 72 Six 4.1L I6;
- 2e des 24 Heures de Spa, en 1933 sur Alfa Romeo 8C 2300 (5e en 1930, 6e en 1928 et 1929);
- 3e du Grand Prix de Guipúzcoa (12 Heures du Circuit de Lasarte, à Saint-Sébastien), en 1929 sur Chrysler 75 4.1L I6 (et vainqueur de catégorie 5L. et +).